# Distrito electoral de Dix (condado de Kimball, Nebraska)
Dix (en inglés: Dix Precinct) es un distrito electoral ubicado en el condado de Kimball en el estado estadounidense de Nebraska. En el Censo de 2010 tenía una población de 434 habitantes y una densidad poblacional de 0,64 personas por km².

## Geografía
Dix se encuentra ubicado en las coordenadas 41°12′7″N 103°28′14″O / 41.20194, -103.47056. Según la Oficina del Censo de los Estados Unidos, Dix tiene una superficie total de 681.27 km², que corresponden a tierra firme.

## Demografía
Según el censo de 2010, había 434 personas residiendo en Dix. La densidad de población era de 0,64 hab./km². De los 434 habitantes, Dix estaba compuesto por el 95.39% blancos, el 0% eran afroamericanos, el 1.15% eran amerindios, el 0.69% eran asiáticos, el 2.3% eran de otras razas y el 0.46% pertenecían a dos o más razas. Del total de la población el 5.99% eran hispanos o latinos de cualquier raza.